# Egesina albomarmorata
Egesina albomarmorata är en skalbaggsart som beskrevs av Stefan von Breuning 1938. Egesina albomarmorata ingår i släktet Egesina och familjen långhorningar. Inga underarter finns listade i Catalogue of Life.